# Joachim Knychała
Joachim Knychała (ur. 8 września 1952 w Bytomiu, zm. 21 maja 1985 w Krakowie) – seryjny morderca kobiet, znany jako „Wampir z Bytomia” lub „Frankenstein”. W latach 1974–1982 brutalnie atakował na Śląsku kobiety, a pięć młodych kobiet zamordował. Był synem Polaka Wiktora i Niemki Anny z d. Golly; miał żonę i dwoje dzieci, pracował jako cieśla oraz górnik w kopalni „Andaluzja” w Piekarach Śląskich. Był drugim po Zdzisławie Marchwickim („Wampir z Zagłębia”) niesławnym „wampirem” działającym na terenie Górnośląskiego Okręgu Przemysłowego. W śledztwie zeznał, że chodził na procesy Marchwickiego i to, co usłyszał, zainspirowało go. Za swe czyny został skazany na karę śmierci. Wyrok wykonano.

## Dzieciństwo i lata młodości
Pochodził z rodziny protestanckiej, wychowywany był przez matkę i despotyczną babkę. Jego ojciec był Polakiem, a matka Niemką. Babka Knychały nie potrafiła wybaczyć swojej córce związku z Polakiem, a nienawiść przekładała na małego Joachima. Był przez nią, a później również matkę, notorycznie poniżany. Obie nazywały go „polskim bękartem”. Również rówieśnicy dokuczali mu z powodu różnej narodowości rodziców, nadając mu przezwisko „Szwab”. Szkołę podstawową w Bytomiu ukończył 14 czerwca 1967 r. Następnie podjął naukę w zasadniczej szkole zawodowej i uzyskał w 1970 r. zawód górnika-cieśli. Zamieszkał w Piekarach Śląskich przy ul. Skłodowskiej 91 i podjął pracę w kopalni „Andaluzja”. Do aresztowania w 1982 r. był aktywistą ZMS-u.
Na drogę przestępczą wkroczył będąc młodym człowiekiem, w wieku 18 lat został skazany na karę 3 lat pozbawienia wolności za udział w gwałcie zbiorowym na młodej dziewczynie. Uważał, że ten pierwszy wyrok był niesłuszny i został w niego wrobiony przez dziewczynę. W czasie, gdy odbywał karę, powstał u niego silny uraz do kobiet.

## Naśladowca
Po raz pierwszy Knychała próbował dokonać zabójstwa na tle seksualnym 3 listopada 1974 r. – jego niedoszłą ofiarą stała się 21-letnia Maria Borucka, którą zaatakował na klatce schodowej w jednym z bytomskich bloków przy ul. Wrocławskiej. Kobieta została uderzona z dużą siłą w tył głowy, jednak dzięki grubej czapce, cios nie okazał się śmiertelny. Udało jej się również zobaczyć napastnika. Do kolejnego napadu, również w Bytomiu, doszło 20 września 1975 r. – ofiara, Stefania M. zmarła w szpitalu.

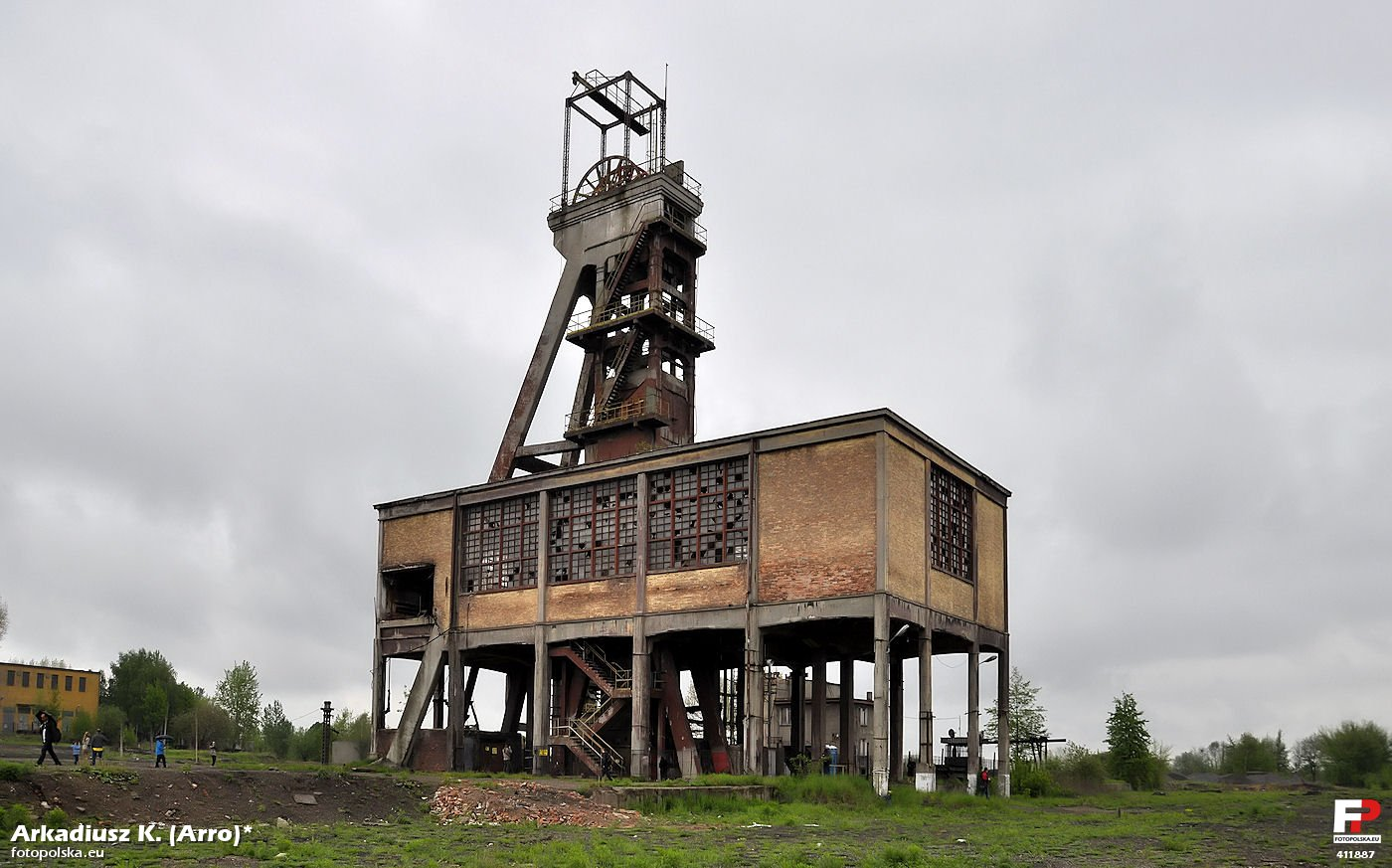
Dawna KWK „Andaluzja”, miejsce pracy Joachima Knychały

Zdzisław Marchwicki, znany jako „Wampir z Zagłębia”, skazany na karę śmierci, oczekiwał w celi śmierci na wykonanie wyroku, gdy 6 maja 1976 r. w Chorzowie na ul. Nowej została zamordowana 38-letnia Mirosława Sarnowska, będąca głównym świadkiem w sprawie zabójstwa Jadwigi Kucianki, ostatniej ofiary „Wampira z Zagłębia”. Sarnowska rozpoznała Zdzisława Marchwickiego jako sprawcę m.in. podczas okazania, które miało miejsce 2 marca 1974 r. oraz podczas wizji lokalnej, która odbyła się na kilka tygodni przed jej śmiercią. Została zamordowana w identyczny sposób jak ofiary „Wampira z Zagłębia” (zbrodnia dokonana tuż obok miejsca zamieszkania ofiary, śmierć w wyniku uderzenia tępym narzędziem w głowę, dolne partie ciała obnażone, wyraźne tło seksualne zabójstwa).
30 października 1976 r. na klatce schodowej swojego domu przy ul. Rostka 21 w Bytomiu, w podobnych okolicznościach doszło do zabójstwa wracającej z pracy Teresy Ryms. Kobieta zginęła od uderzeń w głowę, sprawca zaciągnął ciało ofiary do piwnicy. Mimo iż dom ofiary stał naprzeciwko komisariatu milicji, niczego nie zauważono. Następowały kolejne napady na kobiety. 20 stycznia 1977 r. sprawca zaatakował w Siemianowicach Śląskich Barbarę, której również udało się zobaczyć i zapamiętać napastnika, 2 lutego 1978 r. w Bytomiu, 31 lipca 1978 r. w parku rozrywki w Chorzowie. Zaatakował tam dwie ok. 14-letnie dziewczynki.
Milicjanci połączyli sprawy ataków na kobiety i dziewczynki od 1974 r. i stwierdzili, że wszystkie ataki dokonywane były w pobliżu górnośląskiej linii tramwajowej nr 6. Powstała grupa operacyjna „szóstka”, którą tworzyło siedmiu doświadczonych milicjantów, w tym kilku znanych ze sprawy „Anna” (dotyczącej Zdzisława Marchwickiego). Na podstawie zeznań napadniętych kobiet wykonano dokładny portret pamięciowy sprawcy i rzeźbę – manekin, z wymodelowaną twarzą i odpowiednią peruką, ubrany w odzież podobną jak napastnik. Nosił on charakterystyczną kraciastą kurtkę budrysówkę. Sprawca opisywany był jako młody, szczupły mężczyzna z gęstymi, długimi włosami. Przy sprawie pracował m.in. Roman Hula. Milicjanci pracujący w terenie otrzymali fotografie manekina. Funkcjonariusze patrolowali przystanki tramwajowe i jeździli wieczornymi kursami, chcąc odszukać napastnika. Przesłuchano setki mężczyzn karanych za czyny lubieżne. Z centrali kładziony był nacisk, aby nie nagłaśniać sprawy; dopiero co stracono Marchwickiego (26 kwietnia 1977), a „Wampir z Zagłębia” jakby nadal działał.
Kolejny napad na kobietę nastąpił w marcu 1979 r., 23 czerwca 1979 r. w Piekarach Śląskich doszło do brutalnego morderstwa. Sprawca zaatakował tego dnia w lesie dwie 10–11-letnie dziewczynki: Kasię Sosnę i Halinkę Sydę. Zadał ofiarom kilkanaście uderzeń siekierką, na drugi dzień przypadkowy świadek odnalazł w krzakach obnażone ciała dziewczynek. Jedna z nich, Kasia, jeszcze żyła. Mimo że otrzymała 27 uderzeń w głowę, lekarze uratowali ją. Zeznała, że sprawcą był starszy, łysawy mężczyzna. Grupa operacyjna podzieliła się na dwie podgrupy: „szóstkę”, która dalej działa w Bytomiu, i „Frankenstein”, która działa w Piekarach Śląskich. Później okazało się, że dziewczynka opisała twarz milicjanta, który ją ratował.
We wrześniu 1979 roku Joachim Knychała został zatrzymany po raz pierwszy jako podejrzany o serię morderstw. Pomimo rozpoznania przez jedną z niedoszłych ofiar, Barbarę Rzepkę, miał jednak niezbite alibi, bowiem w dniach, w których popełniono morderstwa, figurował na listach obecności w zakładzie pracy w kopalni „Andaluzja”. Został wypuszczony, pomimo uderzającego podobieństwa do portretu pamięciowego sprawcy. Wydarzenia polityczne w Polsce i wprowadzenie stanu wojennego spowodowały, że milicja była bardziej zaangażowana w sprawy walki z opozycją. Na dwa lata morderca zniknął, najprawdopodobniej Knychała obawiał się, że był śledzony, i przestał dokonywać napadów.
8 maja 1982 r. podczas spaceru na odludziu zamordował własną szwagierkę, 17-letnią Bogusławę Ludygę. Było to jego ostatnie zabójstwo. Początkowo nic nie wskazywało, że jest sprawcą, tym bardziej że sam powiadomił rodzinę, a później pogotowie i milicję o nagłym zasłabnięciu kobiety, która zmarła. Dokładne oględziny ciała ofiary przeprowadzone przez specjalistów ujawniły jednak, że szwagierka Knychały zmarła od uderzenia w głowę tępym narzędziem, a na jej bieliźnie zostały odnalezione ślady spermy. Umiejscowienie rany (wysoko na czaszce) było bardzo mało prawdopodobne, aby mogła ona powstać w wyniku nieszczęśliwego upadku. Okazało się, że Knychała współżył ze swoją szwagierką, o czym ona chciała w końcu powiedzieć swojej siostrze i stało się to motywem morderstwa.

## Aresztowanie, proces i kara
Joachim Knychała został aresztowany w trakcie pogrzebu szwagierki i bezpośrednio z cmentarza przetransportowany na komendę milicji. Początkowo do niczego się nie przyznawał. Został poddany badaniom na wariografie, wykonanym przez Jana Widackiego, który był zaskoczony, ponieważ Knychała bardzo silnie reagował na pytania kontrolne dotyczące innych zabójstw. Kłamał nie tylko w sprawie szwagierki, ale także odpowiadając na pytania krytyczne, czy kiedykolwiek w przeszłości zabił człowieka. Przyparty w czasie przesłuchań szczegółowo zeznał o morderstwach popełnionych w latach 70. W czasie wizji lokalnych podał fakty, które nie ujrzały światła dziennego. Nie było wątpliwości, że Knychała to „Frankenstein”. Niezbite alibi okazało się fikcją, jako aktywista ZMS-u pracował często w nadgodzinach, za które później dostawał dzień wolny. W karcie pracy i na liście obecności brygadzista wpisywał mu obecność, tak jakby normalnie przepracował 8 godzin. Nieświadomi tego procederu milicjanci dowiedzieli się o tym dopiero w 1982 r.

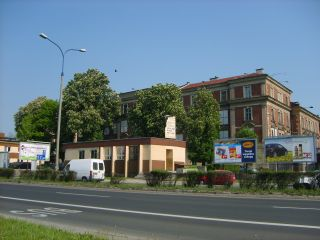
Więzienie Montelupich – miejsce, w którym zakończył się żywot „wampira”

W czasie rozmów z adwokatem Knychała twierdził, że ma podwójną naturę, wiedział, że musi ponieść karę, wyrażał skruchę i przyznał się do zabójstw. Wstydził się motywu seksualnego zbrodni, zwłaszcza przed żoną (był dobrym mężem i ojcem). Podczas jednej z rozmów, gdy na prośbę żony opowiedział jej o morderstwach, zatajając fakt gwałtów, żona spokojnie powiedziała mu: Wiesz, tych dziewczynek to ja bym ci nie darowała, za to powinieneś wisieć... Zaczął pisać pamiętniki, ciesząc się, że został uznany za jednego z większych zabójców w czasach powojennych. Był zadowolony z tego, że stał się znany i wszedł do historii.
19 kwietnia 1984 r. Joachim Knychała został skazany przez sąd wojewódzki w Katowicach na karę śmierci za pięć zabójstw. Gdy usłyszał sentencję wyroku, był spokojny, spodziewał się jej, a w pewnym stopniu oczekiwał. W październiku 1984 Sąd Najwyższy utrzymał wyrok w mocy. W Areszcie Śledczym dwukrotnie próbował popełnić samobójstwo. Usilnie zabiegał o zgodę na widzenie z dziećmi. Odwiedzała go matka i żona. Sąd Wojewódzki w Katowicach postanowieniem z dnia 9 maja 1985 roku ustalił wykonanie wyroku na dzień 21 maja 1985 roku, godzina 17:30. Wyrok wykonano w więzieniu przy ulicy Montelupich 7 w Krakowie. Knychała został pochowany na Cmentarzu Prądnik-Czerwony w Krakowie. Jego grób nie zachował się do czasów współczesnych.

## Ofiary Joachima Knychały
| Lp. | Ofiara              | Data morderstwa      | Miejsce morderstwa |
| --- | ------------------- | -------------------- | ------------------ |
| 1.  | Stefania M.         | 20 września 1975     | Piekary Śląskie    |
| 2.  | Mirosława Sarnowska | 6 maja 1976          | Chorzów            |
| 3.  | Teresa Ryms         | 30 października 1976 | Bytom              |
| 4.  | Halina Syda         | 23 czerwca 1979      | Piekary Śląskie    |
| 5.  | Bogusława Ludyga    | 8 maja 1982          | Piekary Śląskie    |

## „Pamiętniki Wampira”
Na podstawie zeznań Joachima Knychały powstała książka „Pamiętniki Wampira” Eddy’ego Kozaka, w której zamieszczone są nie tylko relacje skazanego, ale również opinie psychologów, milicjantów, ludzi, którzy mieli osobisty kontakt z mordercą. Joachim miał dzieci i żonę. Według opinii psychologów jego zachowania miały podtekst psychoseksualny; w rzeczywistości bał się kobiet, już na początku książki opisano jego negatywny stosunek do tej płci. Morderstwa, które najbardziej na niego wpłynęły, tyczyły się właśnie dziewczynek, po śmierci których dręczyły go straszne wyrzuty sumienia, gdyż ciągle identyfikował je z własnymi dziećmi. Knychała podkreślał, że kocha swoją żonę, przedstawiał swoją osobę jako głęboko zakorzenioną w miłość i oddanie rodzinie. Wychowywany w patologicznym środowisku, od dziecka przejmował negatywne wzorce, a obserwując prostytucję wśród rówieśnic, nabywał awersji do kobiet. Jego ulubionym narzędziem była, jak określał, „ukochana siekierka”, którą popełnił pierwsze morderstwo na młodej kobiecie, uderzając ją w tył głowy i miażdżąc czaszkę. Twierdził, że dopiero gdy gwałcił martwe ciała i widział je zmasakrowane, czuł się spełniony seksualnie i tylko wtedy osiągał satysfakcję. Uważał kobiety za prowokatorki – przyczynę zagubienia każdego mężczyzny. Swoją postawą okazywał do nich wstręt i obrzydzenie. Drażniło go zarówno ich zachowanie, fizyczność, jak i mentalność. Z szacunkiem odnosił się jedynie do żony.

## Odniesienia w kulturze masowej
- Na płycie Spalaj się! Kazika znalazł się utwór zatytułowany „Wampir z Bytomia”[10][11].
- Na płycie Wratprayers zespołu Voidhanger znajduje się utwór pod tytułem „The Vampire of Beuthen”.
- W 2017 roku została wydana książka pt. Kryptonim „Frankenstein” autorstwa Przemysława Semczuka. Książka z gatunku literatury faktu, opisująca życie, popełniane morderstwa i skazanie Joachima Knychały.
- W 2019 roku ukazała się powieść kryminalna pt. Gwiazdy Oriona inspirowana historią Joachima Knychały.
- W 2022 roku Andrzej Gawliński wydał książkę „Wampir. Joachim Knychała – seryjny morderca kobiet” będącą kryminalistyczną rekonstrukcją zbrodni dokonanych przez Knychałę. Publikacja zawiera niepublikowane wcześniej zdjęcia oraz materiały ze sprawy, a także osobiste zapiski mordercy.